# Dominikanki ze Zgromadzenia Sióstr świętego Dominika
Dominikanki, Zgromadzenie Sióstr świętego Dominika (łac. Sorores Ordinis Sancti Dominici in Polonia) – rzymskokatolickie żeńskie zgromadzenie zakonne dominikanek czynnych, założone przez Różę Kolumbę Białecką w 1861 roku. Wchodzi w skład Rodziny Dominikańskiej.

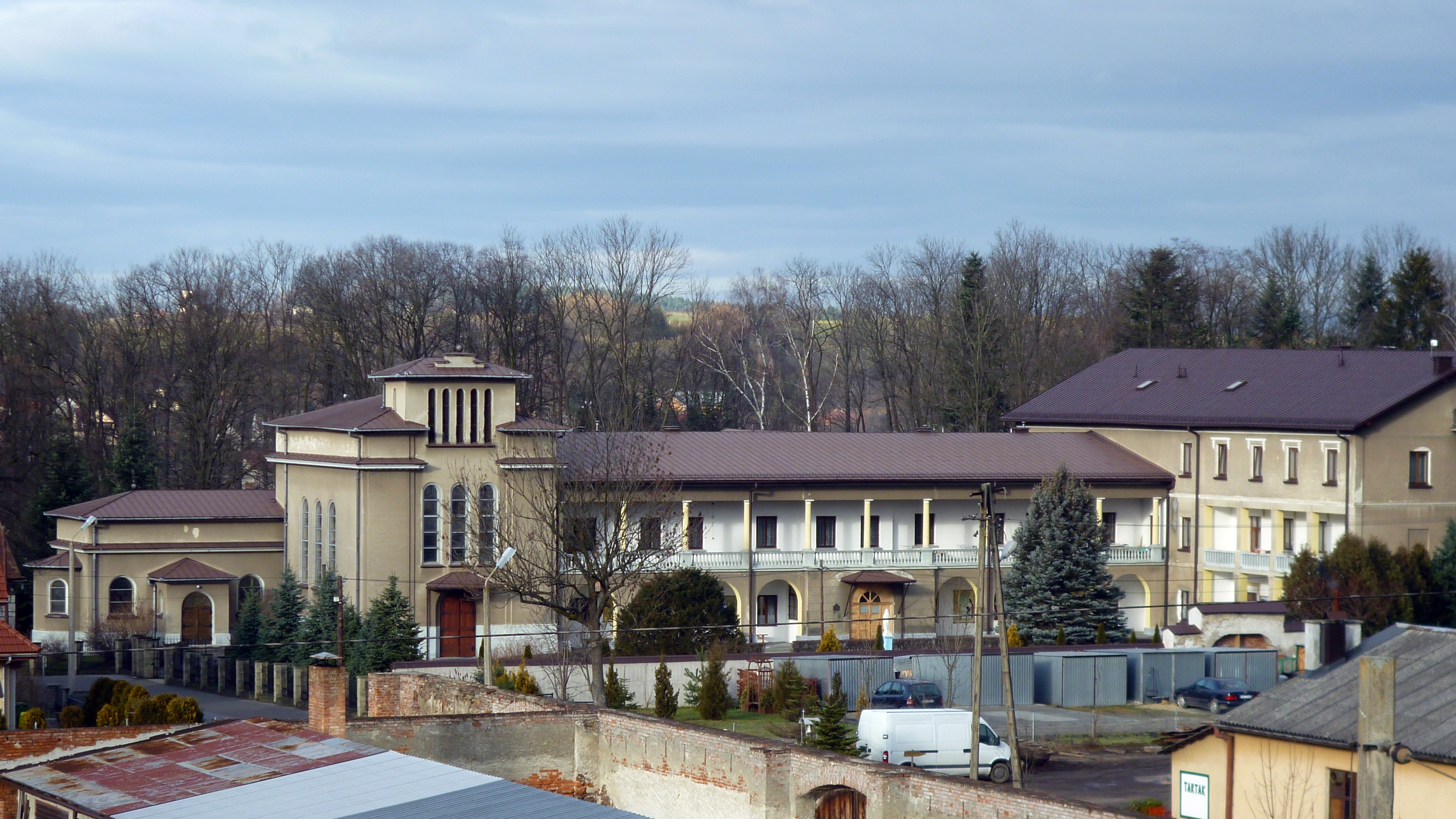
Klasztor w Białej Niżnej

## Informacje ogólne
W 1861 roku zgromadzenie zostało założone w – usytuowanej obecnie na terenie diecezji sandomierskiej – parafii wielowiejskiej. Założycielką została matka Kolumba Białecka z niemałą pomocą tamtejszego proboszcza Juliana Leszczyńskiego.
Zgromadzenie należy do rodziny zakonów dominikańskich, wywodzących się od św. Dominika. Jego zadaniem jest pomoc najbiedniejszym poprzez ewangelizację oraz organizowanie nauczania. Realizują te zadania zarówno w krajach katolickich jak i na misjach, w Afryce, Białorusi, Ukrainie, Włoszech, Rosji. W Polsce wydają miesięcznik duszpasterstwa powołań „Okruszyna”, prowadzą 2 domy opieki społecznej, specjalny ośrodek wychowawczy i 4 przedszkola, pracują również jako zakrystianki i organistki. Zgromadzenie ma także osobę wyniesioną na ołtarze – błogosławioną 13 czerwca 1999 roku Julię Rodzińską (w trakcie jest także proces beatyfikacyjny założycielki zakonu).
Patronami zakonu są Matka Boża i św. Józef. 
Matką Generalną od 21 czerwca 2016 r. jest Aleksandra Zaręba. Kadencja trwa 6 lat.

## Klasztory w Polsce i na świecie[3]
W Polsce mieści się 37 domów zakonnych Sióstr św. Dominika. W pozostałych krajach jest ich 18.

### Domy zakonne w Polsce
(miejscowość, rok założenia, informacje dodatkowe)
- Tarnobrzeg-Wielowieś (1861 r., dom macierzysty, na terenie którego znajduje się grób Matki Kolumby Białeckiej),
- Biała Niżna (1895 r., dom formacyjny nowicjatu),
- Kraków (dom generalny, dom formacyjny postulatu i junioratu I),
- Bieliny i Tyczyn (1871 r. i 1878 r. – klasztory otwarte przez Matkę Kolumbę),
- Nawojowa (1888 r., rodzinna miejscowość bł. s. Julii Rodzińskiej),
- Nozdrzec (1903 r.),
- Jodłownik (1904 r.),
- Kielce (1917 r.),
- Zaczernie (1918 r.),
- Broniszewice i Mielżyn (1919 r.),
- Rydzyna (1921 r.),
- Inowrocław (1922 r.),
- Orzesze (1945 r.),
- Bobowa i Lipinki (1947 r.),
- Kłodzko, Gdańsk – Ujeścisko-Łostowice, Warszawa – Solec (1948 r.),
- Budzów i Krużlowa (1953 r.),
- Warszawa – Pyry (1955 r.),
- Warszawa – Krakowskie Przedmieście, Miłosław, Poznań – Podolany (1957 r.),
- Lublin – Śródmieście (1958 r.),
- Kielce (1977 r.),
- Orzysz (1987 r.),
- Wara (1988 r.),
- Zakopane (1989 r.),
- Gdynia – Orłowo (1991 r.),
- Częstochowa (1995 r.),
- Rzeszów (1996 r.),
- Warszawa – Śródmieście (2000 r.),
- Łódź (2012 r.),
- Piotrków Trybunalski (2013 r., w latach 1626-1869 klasztor mniszek dominikańskich)

### Domy zakonne na świecie
- USA: Justice, Milwaukee, Mountain Home, Columbus,
- Kanada: Calgary,
- Włochy: Mugnano, Rzym,
- Afryka (Kamerun): Garoua Boulai, Bertoua, Ngaoundere, Yaounde,
- Białoruś: Baranowicze, Mińsk (2 klasztory), Bobrujsk,
- Ukraina: Żółkiew, Czortków,
- Rosja: Ułan-Ude na Syberii, Błagowieszczeńsk.